# Hebe Charlotte Kohlbrugge
Hebe Charlotte (Lotje) Kohlbrugge (Utrecht, 8 april 1914 – aldaar, 13 december 2016) was actief als Nederlandse verzetsstrijdster tijdens de Tweede Wereldoorlog; ze was ook theologe. Voor haar verzetswerkzaamheden ontving ze van de Amerikaanse regering een hoge onderscheiding: de Medal of Freedom with Silver Palm.

## Opleiding en interesses
Als religieus en maatschappelijk geëngageerd persoon ging Kohlbrugge in maart 1936 na het behalen van haar HBS-diploma naar Duitsland om zich daar een oordeel te vormen over het opkomend nationaalsocialisme. In Berlijn kwam ze in contact met de religieuze gemeente van Martin Niemöller en raakte betrokken bij de Bekennende Kirche (Belijdende Kerk). Omdat dit de Duitsers niet welgevallig was, werd ze gearresteerd en ontsnapte ternauwernood aan opsluiting in Ravensbrück. In 1939 ging ze in Bazel theologie studeren bij de hoogleraar Karl Barth. Toen de oorlog uitbrak kon ze haar studie niet afmaken en keerde terug naar Nederland. Door haar maatschappelijke betrokkenheid raakte ze via het ondersteunen van het werk van de Belijdende Kerk betrokken bij het verzet.

## Verzetswerk
Kohlbrugge was een initiatiefnemer van een verbindingslijn om microfilms met door het verzet verzamelde informatie van Nederland naar Zwitserland te krijgen, via het ondergronds netwerk Dutch-Paris, waarvan de berichtenlijn de 'Zwitserse Weg' werd genoemd. Het eindpunt van de lijn was de in Genève wonende secretaris van de latere Wereldraad van Kerken, dr. Willem Visser 't Hooft. Kohlbrugge werkte in dit spionagecomplot nauw samen met jhr. Pieter Jacob Six, de leider van de Ordedienst. Uiteindelijk werd ze in 1944 gearresteerd en getransporteerd vanuit Kamp Vught naar het concentratiekamp Ravensbrück waar ze onder erbarmelijke omstandigheden wist te overleven. Na haar vrijlating - begin 1945 - ging ze weer bij haar ouders wonen in Veenendaal.

## Naoorlogse werkzaamheden en erkenning
In 1947 werd haar vanwege haar verdiensten gevraagd om bij te dragen aan het verminderen van de haatgevoelens tussen Nederland en Duitsland. In dat jaar stuurde de Nederlandse Hervormde Kerk een commissie naar het verwoeste Duitsland om de relaties met de Duitse Evangelische kerken te herstellen. In 1949 kreeg Kohlbrugge via Gustav Heinemann, die lid was geweest van de Bekennende Kirche, een West-Duits paspoort, waarmee zij ook Oost-Duitsland (DDR) kon bezoeken. Al snel richtte ze zich vooral op de kerken achter het IJzeren Gordijn; aanvankelijk in de DDR, en later ook in andere landen in Oost-Europa. Ze smokkelde bijbels naar communistisch geworden landen als Hongarije, Tsjecho-Slowakije en Roemenië, en zorgde er vanaf 1963 voor dat Nederlandse theologiestudenten in Oost-Europa konden gaan studeren.
In 1975 kreeg ze de Joost van den Vondelprijs uitgereikt vanwege haar inzet voor de Nederlands-Duitse betrekkingen.In 1990 kreeg zij voor haar werk een eredoctoraat van de Karelsuniversiteit te Praag, en in 1995 een eredoctoraat van de Universiteit van Cluj-Napoca in Roemenië.
Haar eerste publicatie betrof het bezorgen en redigeren in 2000 van essays, geschreven door haar een jaar ervoor overleden zuster Hanna Kohlbrugge, die hoogleraar Iraanse taal- en letterkunde aan de Universiteit van Utrecht was geweest. In 2002 schreef Kohlbrugge een autobiografie: Twee keer twee is vijf.
Kohlbrugge kwam in 2009 in het nieuws als initiatiefneemster van een brief van leden van de Protestantse Kerk in Nederland (PKN) die vreesden dat de PKN voor een dialoog met de islam te gemakkelijk het eigene van het christendom zou opgeven.
Op 3 november 2009 belichtte de EO haar leven in het programma 't Zal je maar gebeuren, waarin te zien is hoe zij op 95-jarige leeftijd een documentaire-reis maakt naar o.a. Berlijn en Ravensbrück.
Op 102-jarige leeftijd legde Kohlbrugge nog een krans op het Domplein in haar stad Utrecht en gaf ze nog interviews aan diverse kranten. Ook sprak zij in september 2016 in de Arnhemse Eusebiuskerk de jaarlijkse conferentie Bridge to the Future toe, met als thema vrouwen en oorlogsgeweld. Enkele maanden later overleed Kohlbrugge op 102-jarige leeftijd. De ChristenUnie-fractie in Utrecht nam na haar overlijden het initiatief om haar te eren met een straatnaam. In januari 2023 besloot de gemeente Veenendaal om hetzelfde te doen in de nieuwbouwwijk Veenendaal-Oost.

## Onderscheidingen
- Bronzen Leeuw[bron?]
- Medal of Freedom with Silver Palm[bron?]

## Familieband
Hebe en Hanna Kohlbrugge waren achterkleindochters van de beroemde protestantse theoloog Hermann Friedrich Kohlbrugge (1803-1875).